# Volby do zastupitelských orgánů Československa 1976

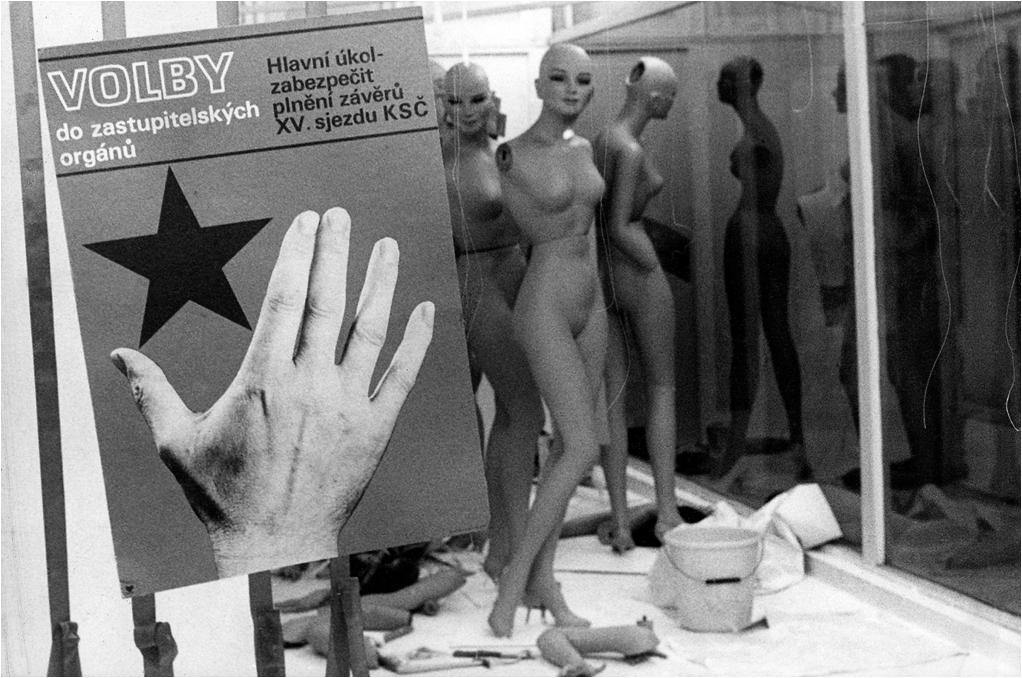
Plakát na výloze agitující k volbám

Volby do zastupitelských orgánů Československa 1976 se konaly v Československu 22. a 23. října 1976. 

## Popis voleb a dobových souvislostí
Šlo o druhé volby konané v Československu po invazi vojsk Varšavské smlouvy roku 1968 a nástupu normalizace. Jednalo se o jednotně konané volby do zastupitelských orgánů Československa, kdy se během jednoho volebního aktu rozhodovalo o složení zastupitelských sborů na všech úrovních. 
V rámci voleb proběhly volby do následujících sborů: 
- volby do místních národních výborů a městských národních výborů (včetně obvodních národních výborů)
- volby do okresních národních výborů
- volby do krajských národních výborů
- volby do České národní rady
- volby do Slovenské národní rady
- volby do Sněmovny národů Federálního shromáždění
- volby do Sněmovny lidu Federálního shromáždění

Volby skončily jednoznačným vítězstvím jednotné kandidátní listiny Národní fronty, která získala do MNV 99,94 %, do KNV 99,96 %, do ČNR 99,96 %, do SNR 99,98 %, do SN FS 99,97 % a do SL FS 99,97 % hlasů při volební účasti 99,7 %.